# Jakob Ebert

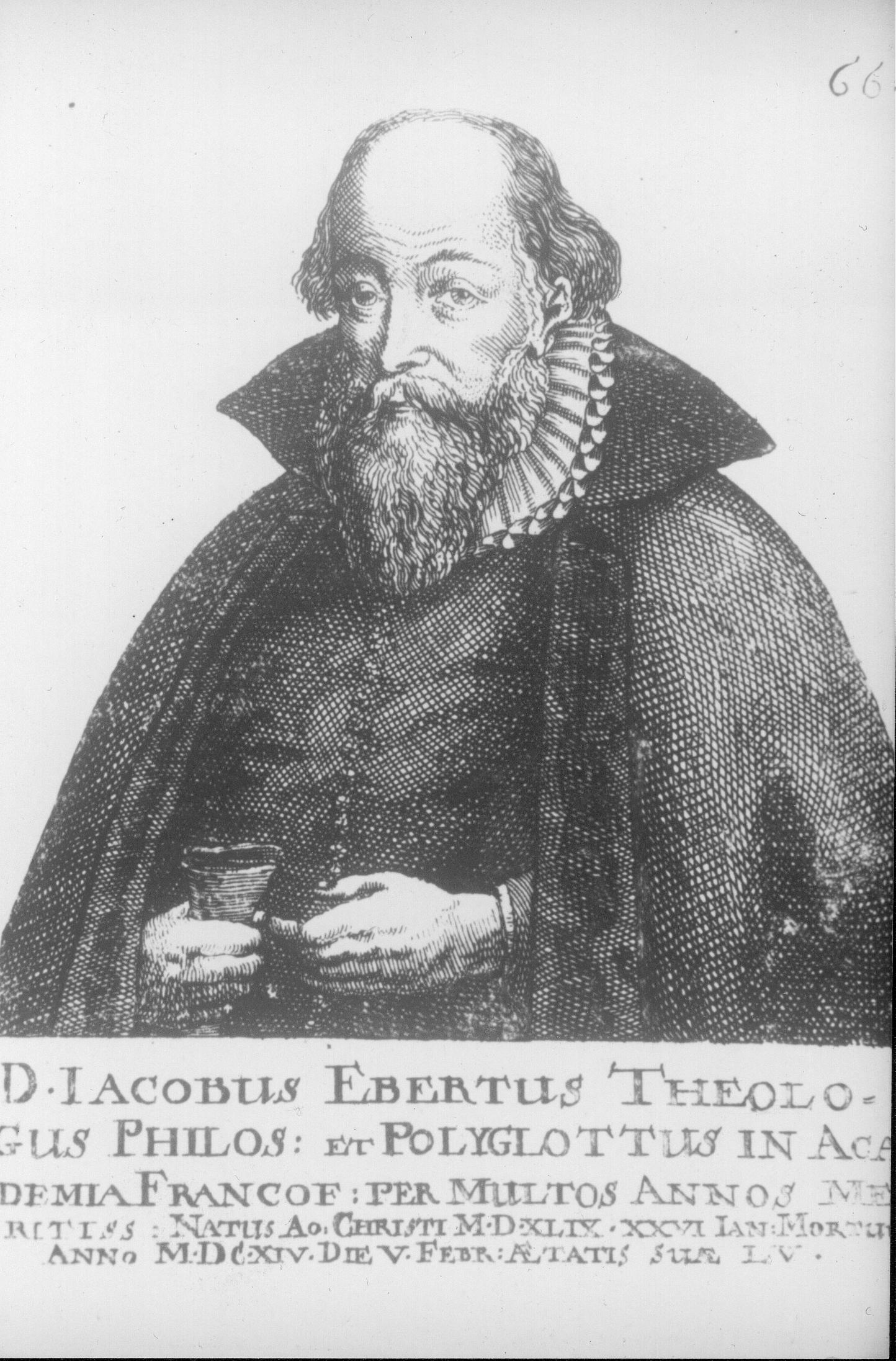
Jakob Ebert

Jakob Ebert (* 26. Januar 1549 in Sprottau; † 5. Februar 1614 in Frankfurt (Oder)) war ein deutscher lutherischer Theologe und Dichter.
Jakob Ebertus war ein Sohn von Andreas Ebertus. Er war Rektor in Soldin, Schwiebus und Grünberg. Seit 1594 lehrte er als Professor für Theologie an der Brandenburgischen Universität Frankfurt.
Jakob Ebert dichtete das Kirchenlied Du Friedefürst, Herr Jesu Christ (EG 422), das 1601 mit der Melodie von Bartholomäus Gesius erschien und von Dieterich Buxtehude (BuxW 20 und 21) und Johann Sebastian Bach (Du Friedefürst, Herr Jesu Christ) in Kantaten vertont wurde.